# ネリー・コルダ
ネリー・コルダ（Nelly Korda、1998年7月28日 - ）は、アメリカ合衆国生まれの女性プロゴルファー。

## 経歴・人物
1998年7月28日、フロリダ州ブレイデントン出身。
2015年にネリーは女子ジュニアアマチュアゴルフの欧米対抗戦のジュニアソルハイムカップにアメリカ合衆国チームのメンバーとして参加、アメリカ合衆国チームの優勝に力を尽くした。
ネリーは2016年にプロへ転向、全米女子プロゴルフ協会（LPGA）の下部ツアーであるシメトラツアーに参加し、ツアーランキング9位となったことで、2017年からのLPGAツアー参加登録資格を取得した。
ネリーがLPGAツアーで初優勝したのは、Swinging Skirts LPGA Taiwan Championship（ 台湾）。ミンジ・リー（ オーストラリア）に2打差をつけての歓喜の優勝だった。この初勝利以後は5勝を挙げている。
ネリーは2021年の全米女子プロゴルフ選手権にてリゼット・サラス（ アメリカ合衆国）に3打差をつけてメジャートーナメント初優勝を果たした。このメジャー初制覇により世界ランキング1位に躍進した。
全米女子プロゴルフ選手権の後、ネリーは東京五輪ゴルフ競技・女子のアメリカ合衆国代表に選出された。霞ヶ関カンツリー倶楽部で開催された本戦では3日目に首位に立つと最終日はスコアメイクに苦しむ場面が見られた上、稲見萌寧（ 日本）の猛烈な追い上げでピンチに立たされたが、我慢のゴルフで振り切り、金メダルを獲得した。
2024年にはメジャー2勝目となるシェブロン選手権を含め出場5連勝を達成。これはナンシー・ロペス、アニカ・ソレンスタムに次史上3人目の快挙であった。

## ファミリー
ネリー・コルダは、スポーツ一家として知られている。父のペトル・コルダはチェコスロバキア社会主義共和国のプロテニス選手で、1998年全豪オープン男子シングルスの覇者である。
姉のジェシカ・コルダも女子プロゴルファーであり、LPGAツアーで6勝しており、第32回オリンピック競技大会にネリーと共に姉妹でアメリカ合衆国代表として出場した。
弟のセバスチャン・コルダは父と同じプロテニス選手となり、男子プロテニス協会（ATPツアー）では2021年のエミリア・ロマーニャオープンで1勝している選手である。